# Общество евангелизации Китая
Общество евангелизации Китая (англ. Chinese Evangelisation Society, кит. трад. 中國傳教會) — существовавшее в середине XIX века британское протестантское общество, ставившее своей задачей распространение христианства в Китае.

## История
В середине XIX века в Китае началось восстание тайпинов, участники которого объявили себя христианами. Это вызвало большой всплеск интереса к Китаю среди британской христианской общественности, подогретый сообщениями Карла Гюцлафа о возможностях проповеди христианского учения в Китае. Было основано «Общество евангелизации Китая», которое в 1853 году направило в Китай миссионера Хадсона Джеймса Тейлора.
В 1854 году, после пятимесячного плавания, Тейлор прибыл в Шанхай. Царящий в Китае хаос гражданской войны в течение года не позволял ему заняться тем, ради чего он прибыл в Китай. Ознакомившись на месте с ситуацией, он принял решение носить китайскую одежду и китайскую причёску, чтобы не отторгать внешним видом будущую паству. В 1856 году он совершил путешествие по Китаю и, прибыв в 1857 году в Нинбо, решил отказаться от сотрудничества с пославшим его Обществом и действовать самостоятельно.
В 1865 году Общество было закрыто.